# Wix (Engeland)
Wix is een civil parish in het oosten van Engeland, het ligt tussen Harwich, op 10 km, en Colchester, op 17 km. De omgeving is een typisch Engels landschap: vooral rustig, licht heuvelachtig met langs de wegen aan beide kanten heesters. De A120, van Harwich naar Colchester, komt langs Wix.
Wix is een civil parish in het bestuurlijke gebied Tendring, in het graafschap Essex.